# Zvoneća
Zvoneća (u nekim izvorima Zvoneće) je naselje u Hrvatskoj u sastavu općine Matulja. Nalazi se u Primorsko-goranskoj županiji.

## Zemljopis
Smješteno je na brdovitom, krškom terenu na granici Ćićarije i Liburnije.
Sjeverno je Veli Brgud, sjeveroistočno su Mali Brgud, Permani, Brešca i Ružići, istočno su Zaluki i Mučići, jugoistočno su Jurdani.

## Stanovništvo
| broj stanovnika | 477   | 599   | 638   | 729   | 757   | 660   | 650   | 594   | 524   | 488   | 454   | 426   | 373   | 317   | 314   | 279   | 244   |
|                 | 1857. | 1869. | 1880. | 1890. | 1900. | 1910. | 1921. | 1931. | 1948. | 1953. | 1961. | 1971. | 1981. | 1991. | 2001. | 2011. | 2021. |